# Белорусская ландшафтная провинция
Белорусская возвышенная провинция холмисто-моренно-эрозионных и вторично-моренных ландшафтов — индивидуальный природно-территориальный комплекс ранга ландшафтной провинции, выделяемый в системе ландшафтного районирования Белоруссии.
Простирается от западной границы Белоруссии на северо-восток и как бы выклинивается в районе г. Лепель и Новолукомль. Южный рубеж проходит по линии Свислочь — Коссово — Барановичи — Клецк — Столбцы — Дзержинск — Минск — Жодино — Новолукомль. Провинция занимает бо́льшую часть Гродненской и Минской области. Площадь провинции составляет 20,4 % территории республики.
Среди других регионов этот выделяется наиболее сложной ландшафтной структурой. Он характеризуется распространением подтаёжных ландшафтов. В основном здесь сочетаются возвышенные и средневысотные, в меньшей степени представлены низменные ПТК. Индивидуальность провинции придают холмисто-моренно-эрозионные, камово-моренно-эрозионные и соседствующие с ними вторичноморенные ландшафты, распространённые более чем на 2/3 территории. Среди прочих широко распространены вторичные водно-ледниковые ПТК и нерасчленённые речные долины.